# Президентські вибори в Румунії 2024
Президентські вибори в Румунії відбулися 24 листопада 2024 року. Другий тур мав відбутися 8 грудня 2024 року, оскільки в першому турі жоден кандидат не набрав абсолютної більшості. 6 грудня 2024 року Конституційний суд Румунії скасував результати першого туру виборів, стверджуючи, що на голосування вплинула операція впливу «в російському стилі». Це будуть дев'яті президентські вибори, що проводяться в післяреволюційній Румунії. Оскільки Конституція Румунії дозволяє президенту бути переобраним лише один раз, чинний президент Клаус Йоганніс, вперше обраний у 2014 році, а потім переобраний у 2019 році, завершить свій другий і останній термін у грудні 2024 року.
Результати першого туру виявилися несподіваними: незалежний ультраправий та проросійський кандидат Келін Джорджеску отримав відносну більшість голосів, а ліберальний політик Олена Ласконі посіла друге місце і також пройшла до другого туру. Джорджеску спочатку вважався другорядним кандидатом з невеликими шансами на перемогу, проте він швидко отримав значну підтримку завдяки кампанії у нетрадиційних ЗМІ, таких як TikTok, отримавши особливу популярність серед тих, хто був незадоволений поточною румунською політикою, включаючи молодь, фермерів, сільських виборців та представників робітничого класу. Він вважався фаворитом у перегонах а опитування, проведене після першого туру голосування, показало, що він є найпопулярнішою фігурою в політиці країни.
Провідними темами є корупція, права ЛГБТ, роль християнства у суспільному житті та російсько-українська війна, яка триває. Джорджеску, який балотувався на націоналістичній платформі, критикував «Національну коаліцію для Румунії», велику коаліцію двох найбільших партій Румунії, як корумповану. Він виступає за підвищення ролі християнства в суспільному житті, виступає проти ЛГБТ-рухів, висуває плани часткової націоналізації важливих галузей промисловості та пропагує нейтралітет і національний суверенітет, а також невтручання у війну в Україні, без виходу з НАТО чи Європейського Союзу. Ласконі підтримує подальшу інтеграцію з Європейським Союзом, секуляризм, приєднання до Сполучених Штатів і Заходу та збільшення військового фінансування України.
Кампанія Джорджеску була підтримана низкою християнсько-демократичних, націоналістичних, аграрних і соціалістичних політичних партій, включаючи Альянс за союз румунів, SOS Румунія, Румунську соціалістичну партію та Національну селянську партію. Кампанію Ласконі підтримали Національні ліберали, Демократія та солідарність, Союз порятунку Румунії та Європейський проєкт відновлення Румунії та кілька інших партій. Це вперше з 2000 року, коли націоналістичний кандидат пройшов у другий тур замість Націонал-лібералів або Ліберально-демократичної партії, яка вже не існує. Це також перший випадок за посткомуністичний період, коли соціал-демократи не вийшли у другий тур.
Наслідки перших президентських виборів були суперечливими і привели Румунію до межі політичної кризи. Президент Йоханніс, який очолює Вищу раду оборони країни, звинуватив кампанію Джорджеску в підтримці Росії. Після звинувачень у фальсифікації голосування, висунутих другорядним кандидатом, Конституційний суд Румунії наказав провести повторний підрахунок голосів але зрештою вирішив підтвердити результати першого туру 2 грудня. 6 грудня Конституційний суд Румунії скасував своє рішення та скасував 1-й тур виборів після розсекречення розвідувальних документів, які стверджували, що Росія проводила скоординовану онлайн-кампанію з просування Джорджеску.

### Перший тур

Середня крива опитувань про рейтинги кандидатів у президенти Румунії:

## Опитування громадської думки

### Другий тур
| Опитування провів | Дати                   | Вибірка (осіб) | Келін Джорджеску | Елена Ласконі                |       |      |      |
| ----------------- | ---------------------- | -------------- | ---------------- | ---------------------------- | ----- | ---- | ---- |
| Опитування провів | Дати                   | Вибірка (осіб) | AtlasIntel       | 28 листопада — 5 грудня 2024 | 5 505 | 46,4 | 48,6 |
| AtlasIntel        | 1–4 грудня 2024        | 2 116          | 47,0             | 43,8                         |       |      |      |
| Curs              | 1 грудня 2024          | 24 629         | 57,8             | 42,2                         |       |      |      |
| AtlasIntel        | 26 — 28 листопада 2024 | 2 116          | 45,3             | 47,5                         |       |      |      |

## Результати
| Кандидати                       | Кандидати                     | Партія                             | Перший тур (анульований) | Перший тур (анульований) | Переголосування першого туру | Переголосування першого туру |
| Кандидати                       | Кандидати                     | Партія                             | Голосів                  | %                        | Голосів                      | %                            |
| ------------------------------- | ----------------------------- | ---------------------------------- | ------------------------ | ------------------------ | ---------------------------- | ---------------------------- |
|                                 | Келін Джорджеску              | незалежний                         | 2 120 401                | 22,94                    |                              |                              |
|                                 | Елена Ласконі                 | Союз порятунку Румунії             | 1 772 500                | 19,18                    |                              |                              |
|                                 | Марчел Чолаку                 | Соціал-демократична партія         | 1 769 760                | 19,15                    |                              |                              |
|                                 | Джордже Сіміон                | Альянс за об'єднання румунів       | 1 281 325                | 13,86                    |                              |                              |
|                                 | Ніколає Чуке                  | Національна ліберальна партія      | 811 952                  | 8,79                     |                              |                              |
|                                 | Мірча Джоане                  | Незалежний (Румунія відроджується) | 583 898                  | 6,32                     |                              |                              |
|                                 | Хунор Келемен                 | Демократичний союз угорців Румунії | 416 353                  | 4,50                     |                              |                              |
|                                 | Крістіан Дяконеску            | Незалежний                         | 286 842                  | 3,10                     |                              |                              |
|                                 | Крістіан Тержеш               | Консервативна партія               | 95 782                   | 1,04                     |                              |                              |
|                                 | Анна Бірчал                   | Незалежний                         | 42 853                   | 0,46                     |                              |                              |
|                                 | Людовик Орбан                 | Сили правих                        | 20 089                   | 0,22                     |                              |                              |
|                                 | Себастьян Попеску             | Нова Румунія                       | 14 683                   | 0,16                     |                              |                              |
|                                 | Александра Пакурару           | Альтернатива національній гідності | 14 502                   | 0,16                     |                              |                              |
|                                 | Сильвіу Предойу               | Партія національної ліги дій       | 11 246                   | 0,12                     |                              |                              |
| Усього                          | Усього                        | Усього                             | 9 242 186                | 100                      |                              |                              |
|                                 |                               |                                    |                          |                          |                              |                              |
| Дійсних бюлетенів               | Дійсних бюлетенів             | Дійсних бюлетенів                  | 9 242 186                | 97,64                    |                              |                              |
| Недійсних бюлетенів             | Недійсних бюлетенів           | Недійсних бюлетенів                | 223 071                  | 2,36                     |                              |                              |
| Усього бюлетенів                | Усього бюлетенів              | Усього бюлетенів                   | 9 465 257                | 100                      |                              |                              |
| Зареєстрованих виборців/ Явка   | Зареєстрованих виборців/ Явка | Зареєстрованих виборців/ Явка      | 18 008 480               | 52,56                    | 18 008 480                   |                              |
| Джерело: Виборчий орган Румунії |                               |                                    |                          |                          |                              |                              |

#### Мапи

Результати першого туру по округах
Результати першого туру за комунами, містами та муніципалітетами